# Slakkenaaskever
De slakkenaaskever (Phosphuga atrata) is een kever uit de familie aaskevers (Silphidae). De wetenschappelijke naam van de soort werd in 1758 als Silpha atrata gepubliceerd door Carl Linnaeus. Het is de enige in Nederland voorkomende soort van het geslacht Phosphuga.  Ze komen vaak voor op vochtige plaatsen, bijvoorbeeld onder bladeren en losse bast en in mos. De kever eet voornamelijk huisjesslakken. 

## Kenmerken
De kever is ongeveer twaalf millimeter lang, diep zwart en glanzend. Jongere exemplaren zijn bruin, maar er is ook een lichtbruine vorm (v. pedemontana). De dekschilden hebben opstaande ribben in de lengterichting, met daartussen een patroon van puntjes. Ze kunnen zich zeer plat maken en houden zich schuil in spleten, bijvoorbeeld tussen boomschors. De rand van de dekschilden is licht naar boven gebogen. Het hoofd is langwerpig en steekt duidelijk af van de rest van het lichaam. De elfledige antennes zijn half zo lang als het lichaam, draadvormig en aan het einde iets verdikt. De laatste drie ledematen zijn fijn behaard.

## Levenswijze
De insecten hebben een verborgen manier van leven. Door hun afgeplatte lichaam kunnen ze in nauwe spleten kruipen. De dieren jagen op slakken op de grond. Met hun smalle, uitstekende kop kunnen ze het slakkenhuis binnendringen als de slak zich heeft teruggetrokken om deze met een giftige beet te kunnen doden. De larven zijn ook zwart en plat; ze voeden zich ook met slakken. Ze verpoppen zich in de grond. Wanneer ze worden bedreigd, scheiden de kevers een geelachtige vloeistof af en trekken hun kop terug onder het halsschild.

## Voorkomen
De dieren zijn zeer wijdverbreid in Europa en Azië. Ze komen in Nederland algemeen voor in bosachtig terrein.